# Hubarka bengalska
Hubarka bengalska (Houbaropsis bengalensis) – gatunek dużego ptaka z rodziny dropi (Otididae), będący jedynym przedstawicielem rodzaju Houbaropsis. Występuje w północnej części subkontynentu indyjskiego oraz, w niewielkiej liczbie, w Kambodży (głównie w prowincji Kampong Thum). Ze względu na szybki zanik siedlisk lęgowych jest to gatunek krytycznie zagrożony wyginięciem, a jego populacja w ostatnich latach gwałtownie spada.

## Charakterystyka

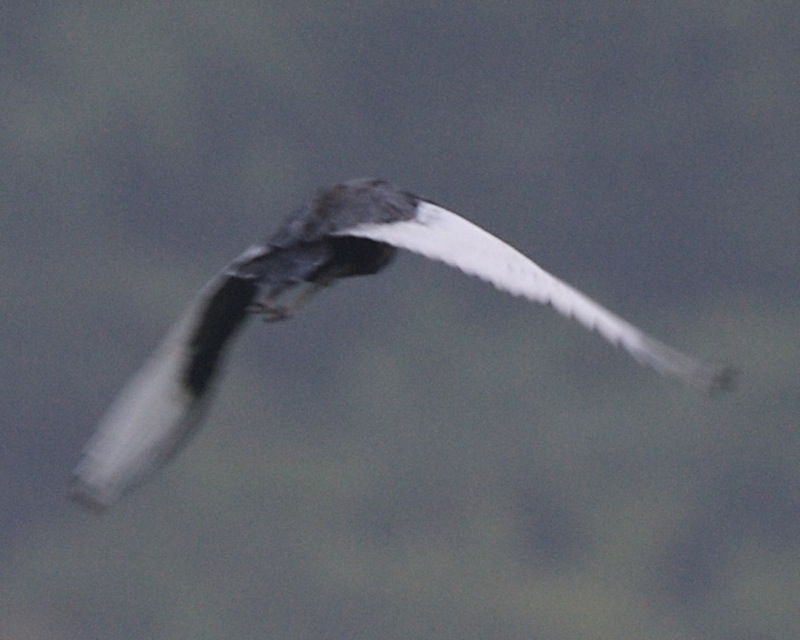
Samiec uchwycony w locie w Parku Narodowym Kaziranga, Asam (Indie)

Cechy gatunkuSamiec w szacie godowej ma charakterystyczne, białe skrzydła, wyraźnie odróżniające się od aksamitnoczarnej głowy, piersi i brzucha. Grzbiet ciała i ogon barwy brązowo-rudej w ciemniejsze cętki. Na kark i na pierś opadają dłuższe, ozdobne pióra. Samica – inaczej niż u większości dropi – jest nieco większa od samca. Podobnie jak u pozostałych gatunków jest ubarwiona bardziej jednolicie w brązoworude, cętkowane na czarno, maskujące pióra. Nogi długie i silne, o żółtej barwie. Stopy, jak u innych dropi, pozbawione kciuka. Hubarka bengalska odzywa się rzadko, zaniepokojona wydaje głośne, metaliczne „czik-czik-czik”. Samce w czasie toków wydają nisko brzmiące buczenie.
Jedynym podobnym gatunkiem jest występująca również w Indiach hubarka długoczuba, choć jest to ptak znacznie mniejszy.
Wymiary średnieHubarka bengalska nie jest dużym dropiem, osiągając 66–68 cm długości i około 55 cm wysokości. Długość skrzydła 33,8–36,8 cm. Masa ciała mieści się w granicach 1,2–1,5 kg u samców i 1,7–1,9 kg u samic.
BiotopNizinne obszary trawiaste i stepy porośnięte rozproszonymi krzewami. W odróżnieniu od innych dropi często spotyka się pojedyncze osobniki.
LęgiOd marca do maja trwa sezon godowy, podczas którego tokujące samce wykonują popisowe loty godowe, wzlatując pionowo nad wybranym, dobrze widocznym punktem. Lęgi trwają do sierpnia, gdy młode stają się bardziej samodzielne.
GniazdoDołek wygrzebany w ziemi, wśród gęstych traw lub pod krzewem.
JajaW ciągu roku wyprowadza jeden lęg, składając 3 do 5 ciemnych, cętkowanych jaj.
WysiadywanieWysiadywaniem jaj i opieką nad młodymi zajmuje się samica.
PożywienieNasiona wielu roślin, pędy, kwiaty i jagody, a także owady i rzadziej jaszczurki lub mniejsze węże.

## Systematyka
Miano „hubarki” otrzymały dwa indyjskie gatunki mniejszych dropi. Drugi z nich, hubarka długoczuba (Sypheotides indicus), był wcześniej zaliczany do tego samego rodzaju, jednak dokładniejsze badania skłoniły naukowców do wyróżnienia dwóch monotypowych rodzajów, choć uważanych za blisko spokrewnione. Wyróżniono dwa podgatunki H. bengalensis:
- H. bengalensis bengalensis – południowy Nepal do północnych i wschodnich Indii.
- H. bengalensis blandini – południowa Kambodża, południowy Wietnam.

## Status i zagrożenia
Hubarka bengalska jest gatunkiem skrajnie zagrożonym wyginięciem. Mimo wysiłków podejmowanych w celu zapewnienia jego ochrony, zarówno w Indiach, w Nepalu jak i w Kambodży populacja tego gatunku wciąż spada. Liczebność jest trudna do oszacowania ze względu na skryty tryb życia tych ptaków i ich płochliwość. Obecnie stan populacji określa się na poziomie 350–1500 osobników. Przyczyną wymierania hubarki jest ubywanie odpowiednio dzikich siedlisk oraz fragmentaryzacja populacji. Hubarka bengalska, w odróżnieniu od wielu innych gatunków dropi nie toleruje długotrwałej obecności człowieka i nie przystosowała się do życia na obszarach regularnie wykorzystywanych rolniczo.